# Evodio di Rouen
Evodio di Rouen, noto in Francia come Yved o Evode, Yves, Ysoie, Yvoize, (in latino Evodius), (IV secolo – V secolo), è stato un vescovo francese.

## Biografia
Fu vescovo di Rouen verso il 422.
François Pommeraye, storico benedettino del XVII secolo, narra di una leggenda secondo la quale il santo vescovo avrebbe estinto un incendio con «... qualche preghiera mescolata a lacrime»

## Culto
La sua tomba si trova all'interno della Cattedrale di Rouen.
L'unico luogo in Francia a lui dedicato è la chiesa abbaziale di Sant'Evodio di Braine (Aisne).
Allo scopo di proteggere le sue reliquie dalle invasioni dei normanni, esse furono trasportate, nel IX secolo, presso il forte di Braine. La chiesa depositaria delle sante reliquie ebbe il compito, nel XIX secolo, di assicurarne la traslazione della cattedrale di Rouen sotto il controllo del cardinale de Bonnechose, arcivescovo di Rouen.

## Fonti
- (FR)  abbé Henri Congnet, Notice sur la translation des reliques de Saint Yved et Saint Victrice en la ville de Braine, Paris 1865.